# Gwillim Lake Provincial Park
Der Gwillim Lake Provincial Park ist ein 323,26 km² großer Provincial Park in der kanadischen Provinz British Columbia. Das Schutzgebiet wurde am 26. November 1981 eingerichtet und gehört zur Gruppe der größeren der Provinzparks in British Columbia. Namensgeber des Parks sowie des Sees und des Flusses im Park ist John Cole Gwillim (1866–1920), ein britisch-kanadischer Geologe und Professor für Bergbauingenieurwesen.
Bei dem Park handelt es sich um ein Schutzgebiet der IUCN-Kategorie II (Nationalpark).

## Lage
Der Gwillim Lake Provincial Park befindet sich in den östlichen Ausläufern (Rocky Mountain Foothills) der Hart Ranges, einem Teil der kanadischen Rocky Mountains. Der Highway 29 durchquert den äußersten Südwesten des Schutzgebietes. Im Süden befindet sich der See Gwillim Lake. Dessen Abfluss, der Gwillim River, fließt entlang der östlichen Parkgrenze nach Norden und mündet in den Murray River, der den Park im Nordosten begrenzt. Im Nordwesten des Parks erreicht das Gelände im Trapper Mountain eine maximale Höhe von 1513 m.
Der südliche Parkteil liegt im nördlichen Bereich des Tumbler Ridge UNESCO Global Geoparks.

## Flora und Fauna
Das Ökosystem von British Columbia wird mit dem Biogeoclimatic Ecological Classification (BEC) Zoning System in verschiedene biogeoklimatischen Zonen eingeteilt. Biogeoklimatische Zonen zeichnen sich durch ein grundsätzlich identisches oder sehr ähnliches Klima sowie gleiche oder sehr ähnliche biologische und geologische Voraussetzungen aus. Daraus resultiert in den jeweiligen Zonen dann auch ein sehr ähnlicher Bestand an Pflanzen und Tieren. Innerhalb dieser Systematik wird das Parkgebiet weitgehend der Boreal White and Black Spruce Zone teilweise aber auch der Engelmann Spruce – Subalpine Fir Zone zugeordnet.
Im Park herrschen Bestände von Drehkiefern, Amerikanische Zitterpappeln, Schwarz-Fichten sowie Birken und Erlen vor.

## Zugang
Der Provinzpark ist üblicherweise von Mitte Mai bis Mitte September geöffnet. Abhängig von den Wetterbedingungen kann die Saison auch früher beginnen bzw. später enden. Der Gwillim Lake Provincial Park liegt am Highway 29 auf halber Strecke zwischen Tumbler Ridge im Südosten und Chetwynd im Nordwesten, mit einer Fahrtstrecke von beiden Orten von ungefähr 50 km.

## Aktivitäten
Im Park lassen sich folgende Aktivitäten durchführen: Kanu, Kajak, Schwimmen, Wandern und Angeln. Außerdem bietet der Park ein Bergpanorama der Rocky Mountains. Am Nordwestufer des Gwillim Lake befindet sich unweit des Highway 29 ein Campingplatz.